# دان ایتو
دان ایتو (انگلیسی: Dan Ito؛ زادهٔ ۳ نوامبر ۱۹۷۵) بازیکن فوتبال اهل ژاپن است.
از باشگاه‌هایی که در آن بازی کرده‌است می‌توان به باشگاه ورزشی کیتچی اشاره کرد.